# 逐底競爭
逐底競爭（英語：Race to the bottom），又譯向下沉淪，競次；指的是政府放鬆对商业环境的管制以及降低税率，目的是增加各自國家或地區的经济活力和投資吸引力。
政府這種放松管制的做法降低了企业的經營成本，因而位於劳动力成本较高、环境标准较嚴或税收较高的国家/地区的企業可能会遷移至监管较少的国家和地区，这反过来又使劳动力成本较高的國家試圖降低监管，藉此希望該國的企业能繼續留在境內，這會推动各國競相降低最低监管标准。